# Luigi Apolloni
Pour les articles homonymes, voir Apolloni.
Luigi Apolloni, né le 2 mai 1967 à Frascati, dans la province de Rome, est un footballeur international italien, évoluant au poste de défenseur, reconverti en entraîneur.

## Biographie
Luigi Apolloni fait ses premières armes footballistiques dans les rangs de l'AS Lodigiani, club de la région romaine évoluant entre championnat régional et Serie C2. Il est intégré à l'équipe première lors de la saison 1983-84 mais ne joue aucun match. Il est cédé à l'AC Pistoiese, en Serie C1, lors de la saison 1984-85, avec qui il va commencer sa carrière professionnelle. La première saison, il ne joue que deux matchs sans marquer de but et l'équipe, 17e, est rétrogradée en Serie C2. Il devient titulaire la saison suivante avec 33 matchs sans buts, conclus par une 3e place. Il passe à l'AC Reggiana pour la saison 1986-87, en Serie C1. Apolloni est titulaire en défense centrale avec son futur coéquipier au Parme FC, Lorenzo Minotti. Apolloni joue 33 matchs sans marquer de buts, l'équipe se classe 3e.
Lors de la saison 1987-88, il passe au club qui va marquer sa carrière et faire son palmarès, le Parme FC, où il restera 12 ans. L'équipe est alors entraîné par un jeune entraîneur Zdeněk Zeman, qui sera remplacé à la 10e journée par Giampiero Vitali qui restera à la tête de l'équipe la saison suivante. L'équipe évolue en Serie B. Apolloni est titulaire : il joue 36 matchs sans marquer, l'équipe termine 10e. La saison suivante est une photocopie de la précédente : 10e place, 31 matchs pour Apolloni et premier but de sa carrière. 
Avec l'arrivée de Nevio Scala à la tête de l'équipe lors de la saison 1989-90, l'équipe va enfin découvrir la Serie A. Apolloni joue 33 matchs, marque 2 buts, et l'équipe termine 4e, dernière place offrant la montée.
Pour sa première saison dans l'élite, Apolloni est un titulaire indiscutable en défense centrale. L'équipe s'est renforcée avec le brésilien Cláudio Taffarel, qu'Apolloni re trouvera sur sa route en finale de la Coupe du monde 1994, du suédois Tomas Brolin et du belge Georges Grün. Apolloni joue 32 matchs sans marquer. L'équipe est surprenant 3e au terme des matchs allers avant de terminer à la 5e place, à égalité de points avec le Torino FC. Cette première saison est un incroyable succès pour cette équipe provinciale qui découvre l'élite et qui se qualifie pour l'Europe. 
La saison suivante, 1991-92, la première européenne, l'équipe termine à la 7e place en championnat. Apolloni joue 32 matchs sans marquer, comme la saison précédente. En Coupe de l'UEFA, l'équipe est sortie dès les 32e de finale par les bulgares du FK CSKA Sofia (0-0, 1-1). Mais cette saison va être marquée par la conquête d'un premier vrai trophée, le premier personnel pour Apolloni, la Coupe d'Italie face à la Juventus FC : 1-0 à l'aller pour les turinois (but de Roberto Baggio sur penalty) et 2-0 pour le Parme FC au retour (buts de Alessandro Melli et Marco Osio). Apolloni joue l'ensemble des deux matchs.
La saison 1992-93 voit l'arrivée en Italie d'un joueur inconnu mais fantasque, le colombien Faustino Asprilla qui va illuminer de son talent toute la Serie A. Malgré un départ avec une défaite en Supercoupe d'Italie face au grand Milan AC (2-1), l'équipe va faire un championnat extraordinaire, en terminant à la 3e place, et en battant au passage le Milan AC chez lui après 58 matchs consécutifs sans défaite, grâce à un but de Faustino Asprilla. En championnat, Apolloni joue 31 matchs sans marquer. Comme une cerise sur le gâteau, l'équipe va décrocher son premier titre européen après seulement trois saisons dans l'élite et sa deuxième européenne en battant en finale de la Coupe d'Europe des vainqueurs de coupe les Belges du Royal Antwerp FC 3 buts à 1 (Lorenzo Minotti, Alessandro Melli et Stefano Cuoghi les buteurs). 
Pour la saison 1993-94, le Parme FC n'est plus une surprise pour personne et Apolloni est un des artisans de l'éclosion de ce club au plus haut niveau. Renforcée par Gianfranco Zola et l'argentin Roberto Sensini. L'équipe remporte son deuxième trophée européen en battant en match aller-retour le Milan AC (0-1, 2-0). En championnat, l'équipe titille durant toute la phase aller la puissance milanaise avant de caler par la suite, terminant à la 5e place, qualificative pour la Coupe de l'UEFA. Apolloni joue 30 matchs pour 2 buts. En Coupe d'Europe des vainqueurs de coupe, dont ils sont tenants du titre, Apolloni et ses coéquipiers perdent en finale face à Arsenal FC (0-1), après avoir notamment éliminé l'Ajax Amsterdam et les portugais du Benfica Lisbonne.
Lors de la saison 1994-95, l'équipe obtient son meilleur classement en championnat (2e) et Apolloni joue 29 matchs sans marquer. De surcroît, l'équipe triomphe en Coupe de l'UEFA en battant en finale la Juventus FC (1-0, 1-1, deux buts marqués par Dino Baggio). Apolloni ne joue que le match aller car il est suspendu au retour. Mais elle perd en finale de Coupe d'Italie face aux turinois (0-1, 0-2), lui offrant néanmoins une place en Coupe d'Europe des vainqueurs de coupe, la Juventus remportant le championnat.
Pour la saison 1995-96, l'équipe casse la tirelire et embauche le ballon d'or Hristo Stoitchkov. Malgré une phase aller prometteuse, l'équipe terminant 2e, elle perd son avance au moment crucial de la saison pour finir 6e. Apolloni joue 26 matchs pour 1 but. En Coupe d'Europe des vainqueurs de coupe, l'équipe sort en quart de finale face au Paris Saint-Germain qui remportera l'épreuve (1-0, 1-3). C'est la fin d'un cycle : Nevio Scala quitte le club après l'avoir mené de la Serie B aux sommets européens. Apolloni est une figure emblématique de cette incroyable épopée. 
C'est Carlo Ancelotti qui prend les rênes de l'équipe, la menant à la 2e place en championnat, désormais qualificative pour la Ligue des champions de l'UEFA. Apolloni se blesse gravement, blessure qui minera la suite de sa carrière. Il ne jouera cette saison-là que 8 matchs en championnat. Il restera deux saisons supplémentaires au Parme FC sans toutefois pouvoir récupérer sa place de titulaire. Il jouera, sur ces deux saisons, 16 matchs pour 2 buts. Lors de la dernière saison, 1998-99, il remportera néanmoins une deuxième Coupe de l'UEFA ainsi qu'une nouvelle Coupe d'Italie.
Ainsi à 32 ans, et après 12 années au plus haut niveau avec le Parme FC, il signe avec l'Hellas Vérone en Serie A. Il y restera deux saisons, obtenant une 9e place (28 matchs et 2 buts pour Apolloni), puis une 14e place synonyme de maintien, après un match de barrage contre la Reggina Calcio (1-0, 1-2). Apolloni jouera 23 matchs sans marquer. C'est sa dernière saison professionnelle avant de raccrocher les crampons, fort d'un palmarès bien rempli. Il totalise 255 matchs en Serie A, dont 204 avec le Parme FC.

## Équipe nationale
Luigi Apolloni a joué 15 matchs avec l'équipe nationale pour 1 but. Sa première sélection date de 1992, mais il ne débute qu'en mai 1994, à un mois du début de la Coupe du monde, lors d'un match contre la Finlande où il joue tout le match. Son 2e est en Coupe du monde en phase de poule contre la Norvège, où il entre en jeu à la 49e minute. Il jouera deux autres matchs durant cette coupe du monde : tout le match contre le Mexique, toujours en poule, ainsi que la finale contre le Brésil en entrant en jeu à la 34e minute pour remplacer son futur coéquipier au Parme FC Roberto Mussi. Il sera aussi sélectionné pour l'Euro 1996 où il jouera deux matchs de poule contre la Russie (tout le match) et contre la République tchèque (expulsé). Son unique but est marqué en match amical contre la Turquie en décembre 1994,.

## Carrière d'entraîneur
Luigi Apolloni reste dans le monde du football, en recouvrant diverses qualifications au Parme FC. En 2006, il devient l'entraîneur adjoint de Daniele Zoratto, son ancien coéquipier à Parme de 89 à 94, au Modène FC en Serie B. Il garde cette fonction pendant 3 ans, avant de prendre la direction de l'équipe première au limogeage de Daniele Zoratto fin janvier 2009. L'équipe est dernière au classement, et quasiment condamné, mais il réussira le pari de sauver l'équipe de la Serie C1 à la dernière journée. L'équipe terminera 15e. Cette performance lui permet d'être maintenu à la tête de l'équipe première. À la fin du championnat, l'équipe est 12e et sauvée.
Libre de tout contrat, il signe en juin 2010 à Grosseto, toujours en Serie B, avant d'être viré fin septembre 2010. Il passe par la suite sur les bancs de Gubbio, autre club de Serie B, d'avril à juin 2012, de la Reggiana, en Serie 1D, de décembre 2012 à mars 2013, puis au ND Gorica, en Slovénie, à partir de l'été 2013.

## Palmarès

### En tant que joueur
Parme AC
- Vainqueur de la Coupe d'Italie en 1992 et 1999.
- Vainqueur de la Supercoupe d'Italie en 1999.
- Vainqueur de la Coupe d'Europe des vainqueurs de coupe en 1993.
- Vainqueur de la Coupe UEFA en 1995 et 1999.
- Vainqueur de la Supercoupe de l'UEFA en 1993.

 Italie
- Finaliste de la Coupe du monde en 1994.

### En tant qu'entraîneur
ND Gorica
- Vainqueur de la Coupe de Slovénie en 2014
- Finaliste de la Supercoupe de Slovénie en 2014